# 黒木町

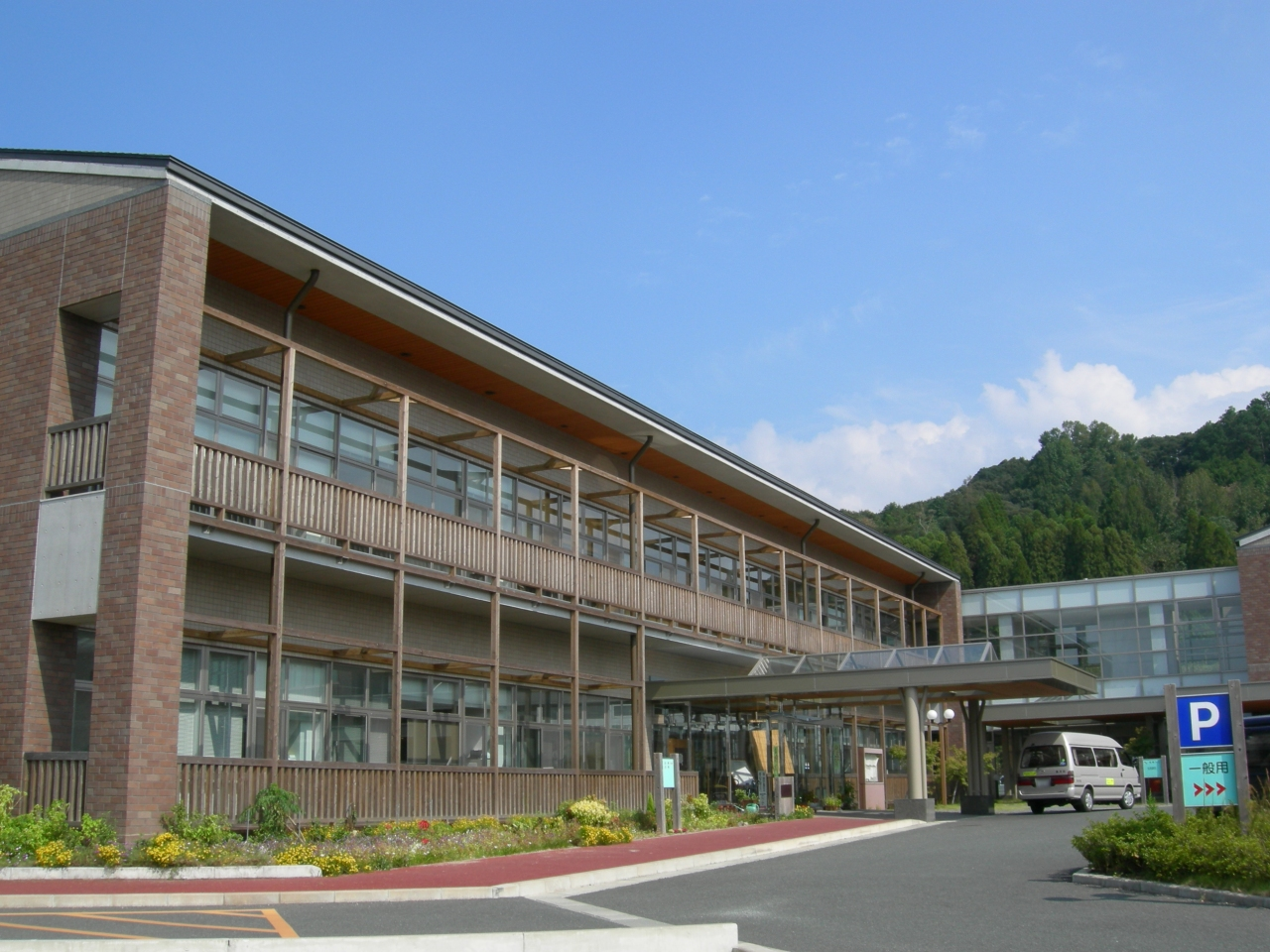
黒木町役場

黒木町（くろぎまち）は、かつて福岡県南部にあった町で、八女郡に属していた。

## 地理
福岡県の南端部、福岡市から南東へ約50km、久留米市から南東へ約20kmの場所に位置する。内陸部にあり、町域南側は熊本県と県境を成している。
町域は九州山地の中にあり、山がちである。
栄林周瑞禅師が1423年（応永30年）に笠原に霊厳寺を建立して、明（現・中華人民共和国）から持ち帰った茶の栽培を始めたとされる八女茶の発祥の地である。

### 隣接していた自治体
- 福岡県
  - 八女市
  - 八女郡：立花町、星野村、矢部村
- 熊本県
  - 山鹿市

## 歴史

### 近現代
- 1889年（明治22年）4月1日　- 町村制施行により、現在の町域にあたる以下の町村が発足。
上妻郡（こうづまぐん）黒木町・笠原村・木屋村・串毛村・豊岡村・大淵村
- 1896年（明治29年）4月1日 - 福岡県内の郡再編により上妻郡が他の郡と統合され、6町村は新設された「八女郡」（やめぐん）に属す[2]。
- 1954年（昭和29年）4月1日 - 「昭和の大合併」により、黒木町が笠原村・木屋村・串毛村・豊岡村と新設合併し、新たな黒木町が発足。
- 1957年（昭和32年）3月31日 - 大淵村を編入。
- 2010年（平成22年）2月1日 - 立花町・矢部村・星野村とともに八女市に編入され、消滅。

## 行政
- 町長：小川光吉（2005年2月16日就任、2010年1月31日を以って失職）

## 産業
主に八女茶の生産に力を上げており、八十八夜の新茶の献茶祭など関連する行事を毎年開催している。
イチゴの生産も盛んであり、同地域のあまおうは県内でもいち早く出荷される。
グリーンピア八女、黒木大藤、城山があり、観光面にも力を入れている。

## 警察
- 福岡県黒木警察署
八女警察署に編入し廃止となり、黒木警部交番に降格した。

## 地域

### 教育

#### 県立高等学校
- 福岡県立黒木高等学校

#### 県立中等教育学校
- 福岡県立輝翔館中等教育学校

#### 町立中学校
- 黒木中学校

#### 町立小学校
- 黒木小学校
- 黒木西小学校
- 木屋小学校（2014年（平成26年）3月末で閉校し、同年4月に黒木小学校に統合した[4]。）
- 大淵小学校（2014年（平成26年）3月末で閉校し、同年4月に黒木小学校に統合した[4]）
- 笠原小学校（2014年（平成26年）3月末で閉校し、同年4月に黒木小学校に統合した[4]） 
2009年に放送された『母さんへ』の舞台となった。

## 交通

### 空港
- 最寄り空港は福岡空港。但し距離的には佐賀空港の方が近い

### 鉄道
町内を鉄道は通っていない。最寄り鉄道駅はJR九州羽犬塚駅。

#### 廃止路線
かつて国鉄矢部線の終点だったが、1985年に廃止されている。

### バス
- 堀川バス
  - 黒木町内、福島・上陽町（八女市）、筑後市、矢部村、星野村方面

### 道路
高速道路はなし。最寄りインターチェンジは九州自動車道八女インターチェンジ。

#### 一般国道
- 国道442号

#### 県道
主要地方道
- 福岡県道13号黒木鹿北線
- 福岡県道70号田主丸黒木線

## 名所・旧跡・観光スポット・祭事・催事

### 主な史跡・旧跡等
- 城山公園（猫尾城跡）
- 隈本邸（学びの館）
- 旭座人形芝居会館
- 黒木大藤 - 国の天然記念物
素盞嗚（すさのお）神社の境内にあり、1395年（応永2年）に後征西将軍の良成親王が植えたといわれるフジの古木。樹齢600年。
- 津江神社 - 樹齢800年の大クス（県指定天然記念物）で知られる
- 霊巌寺 - 八女茶発祥の地[1]
- 黒木地区 - 重要伝統的建造物群保存地区

### レジャー
- グリーンパル日向神峡
- グリーンピア八女

### 観光
- お茶の里公園 - 奇岩で知られる
- 山中渓谷

### イベント
- 4月 - 本田仁○加、大藤祭り（4月下旬 - 5月上旬）
- 5月 - 八女茶山唄日本一大会
- 11月 - くろぎふるさと祭り、黒木平マラソン大会、笠原まつり
- 12月 - 田代風流、福岡県南部小学生駅伝くろぎ大会

## 黒木町出身の有名人
- 石橋忍月（文芸評論家）
- 黒木瞳（女優・元宝塚歌劇団月組トップ娘役）
- 安部龍太郎（小説家）
- 吉田民尚（画家）
- 安達弘記（洋画家）
- 中島信也 (CMディレクター)